# Герн Карл Іванович
Карл Іванович Герн (рос. Карл Иванович Герн, нім. Gern; *1816, Вітебська губернія   Російської імперії — † 1882, місце смерті і поховання не встановлені) — російський військовий інженер, топограф, статистик, дослідник Оренбурзького краю і Казахстану, був у близьких взаєминах з Тарасом Шевченком під час перебування останнього на засланні в Оренбурзі у 1849-1850 роках

## Біографія
Карло Герн народився в дворянській сім'ї обрусілих німців.
1832 року закінчив Головне інженерне училище в Санкт-Петербурзі, продовжив навчання (до 1834 року) в цьому ж училищі в Офіцерських класах. По закінченню училища (в 1934) йому присвоєно чин польового інженер-прапорщика і направлено в Оренбурзьку інженерну команду.
У 1836 прикомандирований до Генерального штабу з зарахуванням до окремого Оренбурзького корпусу, підвищений в 1840 році до підпоручика.
У 1842 році Герн закінчив Імператорську військову академію, зачислений до Генштабу.
1843-го року повертається в Оренбург, де займається створенням топографічних карт краю.
У 1844 році робить стрімку кар'єру: в березні його підвищують в званні до поручика і повертають до Генштабу, через місяць він починає виконувати обов'язки дивізійного квартирмейстера 22 піхотної дивізії, а через два роки Герна затверджують на цій посаді і підвищують в чині до штабс-капітана.
Карл Іванович Герн брав участь у поході в Середню Азію (1844) проти антиросійського повстання казахів під проводом Кенісари Касимова, в створенні укріплень в урочищі Раїм на річці Сир-Дар'ї, в урочищах Кара-Бутак, Тургай та інших (1848), один із укладачів «Військово-статистичного огляду» Оренбурзької губернії (1848).
Влітку 1848 року йому було доручено зведення форту на річці Карабутак; за виконання цього доручення він одержав 24 грудня орден Св. Анни 2-го ступеня.
З літа 1849 року при генерал-майорові Федяєві бере участь в інспектуванні Оренбургського, Уральського та Раїмського укріплень, підвищений в званні до капітана (1850).
У 1851 підвищений в званні до майора і зарахований як офіцер з особливих доручень при командирі Оренбурзького корпусу. З 1853 — підполковник, з 1858 — полковник.
У 1863-1866 належав до армійської кавалерії, був кандидатом в мирові посередники.
У 1866 році подає у відставку, його підвищують в чині до генерал-майора і призначають посередником 4 ділянки Оренбурзького повіту.
Помер Карл Іванович Герн у 1882 році.

## Нагороди
- Орден Cв. Володимира 4 ст. (21.1.1848);
- Орден Св. Анни 2 ст. (24.12.1848);
- Орден Св. Станіслава 2 ст. з імператорською короною (26.8.1856).

## Взаємини К.І.Герна з Тарасом Шевченком

Автопортрет Тараса Шевченка 1849 року

Шевченко познайомився з К. Герном у 1848 році. 1849 року зустрічався з ним у Раїмі.
Протягом усього заслання Шевченка, Герн всіляко сприяв йому.
Особливо близькими були їхні стосунки в 1849-1850 роках в Оренбурзі.
Кілька місяців Герн дозволяв Шевченкові, замість солдатської казарми, жити в своєму будинку (флігелі).
Шевченко приймав там друзів, писав вірші, малював — створив галерею портретів і автопортретів, багато видів Аралу і степу.
Після доносу офіцера Миколи Ісаєва, Герн встиг попередити Шевченка про обшук, зберіг у себе «Малу книжку» й альбом акварельних малюнків. Портрет К.Герна довелося спалити.
Багато цінних відомостей про перебування Шевченка на засланні є в спогадах Герна, опублікованих як лист до М. Лазаревського в журналі «Русский архив», 1898, кн.3, і потім передруковано журналом «Киевская старина», 1899, LXIV, кн.2, отд. 2, 67-73.